# Levan Datunashvili
Levan Datunahsvili (nacido en Tiflis, el 18 de enero de 1983) es un jugador de rugby georgiano que juega de segunda línea.
Actualmente juega para el Aurillac, en Francia. 
Su debut con la selección nacional de Georgia fue el 22 de febrero de 2004, en un empate 6-6 con España, donde jugó de suplente. Fue seleccionado para el equipo nacional que participó en la Copa del Mundo de Rugby de 2007; jugó tres partidos, dos de ellos como suplente. También para el equipo de la Copa Mundial de 2011; jugó los cuatro partidos. En ninguno de los casos marcó puntos. Ha sido seleccionado de nuevo para la Copa Mundial de 2015.